# Dansfavoriter
Dansfavoriter är ett samlingsalbum från 1995 med kända svenska dansband och dansbandsartister.

## Låtlista
1. Söndag min lediga dag (Beautiful Sunday) / Sten & Stanley (D. Boone, R. Mc Queen, A.-G. Glenmark)
2. Glöm aldrig bort ditt barndomshem / Eliabeth Lord (D. Mattson)
3. Jag tror på dej / Ulrika Bornemark, Göran Rudbo (D. Bornemark, U. Bornemark)
4. Det är skönt att komma hem / Ann-Cathrine Wiklander (S. Nilsson, M. Forsberg)
5. Änglahund / Hasse Andersson (H. Andersson)
6. Min längtans fågel / Drifters med Marie Arthuren (T. Gunnarsson, E. Lord)
7. Bara dig i mina tankar / Towe Widerbergs (H. Rytterström, K. Almgren)
8. Sommar'n -65 / Svänzons (L. Lindbom) (
9. Hela vägen hem / Kikki Danielsson & Roosarna (S. Hellstrand) (
10. För din kärleks skull / Shanes (A. Olausson, K. Almgren)
11. När jag behövde dig mest (Just When I Needed You Most) / Perikles (R. Vanwarmer, D. Stråhed)
12. Jitterboogie / The Cliffters (S. Hansen)
13. Vackra sagor är så korta (Io che non vivo senza te) / Drifters med Marie Arthuren (P. Donaggio, S. Rossner)
14. Ge en bukett med röda rosor / Tonix (M. Kruczkowski, B. Glaas)
15. Jag längtar till Italien / Umberto Marcato & Sten Nilsson (B. Sjöberg, A. Rhann)
16. Let's party / Jannez (P. Gessle-S. Karlsson)
17. Varje liten dröm (Every little thing) / Sven-Erics (C. Carter, A. Anderson, J. E. Häggkvist)
18. En så'n underbar känsla / Sten & Stanley (V. Promo, H. Steinhauer, E. Nilsson, A. Svensson)
19. Hej Hasse hej / Hasse Andersson (H. Andersson)
20. Långt bortom bergen / Kikki Danielsson & Roosarna (L. Holm, G. Lengstrand)
21. Marguerithe / Towe Widerbergs (L. Clerwall)
22. Let's medley: / Shanes

- Let's twist again (K. Mann, D. Apell)
- C'mon let's go (R. Valens)
- Let's have a party (J. M. Robinson)
- Let's dance (J. Lee)